# Paul Arbenz

Paul Arbenz (um 1914)

Paul Arbenz von Andelfingen (* 23. September 1880 in Zürich; † 30. Januar 1943 in Muri bei Bern) war ein Schweizer Geologe.
Arbenz war der Sohn eines Oberingenieurs bei den Schweizer Nordostbahnen. Er studierte ab 1900 Geologie an der Universität Zürich, wo er Schüler von Albert Heim war, und anschließend in Berlin und Paris. 1908 wurde er Privatdozent an der Universität Zürich und der ETH Zürich. 1914 wurde er außerordentlicher Professor und 1916 Ordinarius an der Universität Bern, an der er 1932 bis 1933 Rektor war und zweimal Dekan. Einen Ruf auf die beiden Zürcher Hochschulen (1928) schlug er aus, nicht zuletzt wegen der großzügigen Förderung seines Instituts in Bern, in dem er sich inzwischen etabliert hatte und viele Schüler hatte. Er starb an einem Herzleiden, das ihn schon Frühjahr 1942 zur Aufgabe der Lehrtätigkeit zwang. 
Er leistete Beiträge zur Deckenlehre in den Alpen, insbesondere im Helvetikum besonders im Berner Oberland. Er verfasste eine Zusammenfassung seiner Forschung über das Helvetikum für den Geologischen Führer der Schweiz von 1934, der zum 50-jährigen Jubiläum der Geologischen Gesellschaft erschien. Neben dem Helvetikum befasste er sich auch mit weiteren Teilen der Alpen wie den ostalpinen Decken und ihrer Abgrenzung zum Penninikum. Arbenz fasste 1919 die für die Vorgeschichte der alpinen Faltungen wegweisende Schrift Probleme der Sedimentation und ihre Beziehungen zur Gebirgsbildung in den Alpen. Er fand darin Hinweise auf zyklische Sedimentation und ruckweise Senkung des Meeresbodens aufgrund tektonischer Aktivität, sowie Hinweise auf Gebirgsbildung, wenn das Sedimentationsmaterial überwiegend von Land stammte. Die Art der Analyse war einflussreich auf spätere Forschung. 
Er kartierte in den Alpen zwischen Meiringen und Urner Reusstal und in Mittelbünden. Aus seiner Schule entstand auch eine Geologische Karte von Graubünden (6 Blätter, 1:25.000, 1922 bis 1930).
Sei 1905 war er Mitarbeiter und seit 1921 Mitglied der Geologischen Kommission der Schweiz. 1910 bis 1917 war er in der Gletscherkommission der Schweiz und seit 1930 in der Nationalpark-Kommission. 
Ein Teilnachlass von Arbenz befindet sich in der Burgerbibliothek Bern.